# Stictopisthus punctatus
Stictopisthus punctatus är en stekelart som beskrevs av Nakanishi 1968. Stictopisthus punctatus ingår i släktet Stictopisthus och familjen brokparasitsteklar. Inga underarter finns listade i Catalogue of Life.